# Uetlibergbahn
La Uetlibergbahn, (in italiano, ferrovia dell'Uetliberg) è una linea ferroviaria a scartamento normale della Svizzera. Nel 1973 è confluita, per fusione con la Sihltalbahn (SiTB), nella Sihltal Zürich Uetliberg Bahn, (Ferrovia valle della Sihl-Zurigo-Uetliberg, acronimo SZU). La compagnia ferroviaria omonima ha sede a Zurigo.
Con una pendenza massima pari al 79‰ è la linea ferroviaria a scartamento normale e ad aderenza naturale  più ripida d'Europa.

## Storia
La compagnia omonima che la gestiva iniziò l'attività il 10 maggio 1875 a scopo essenzialmente turistico. Venne realizzata a scartamento normale da 1435 mm e, nonostante presentasse rampe in forte salita, non venne attrezzata con cremagliera.

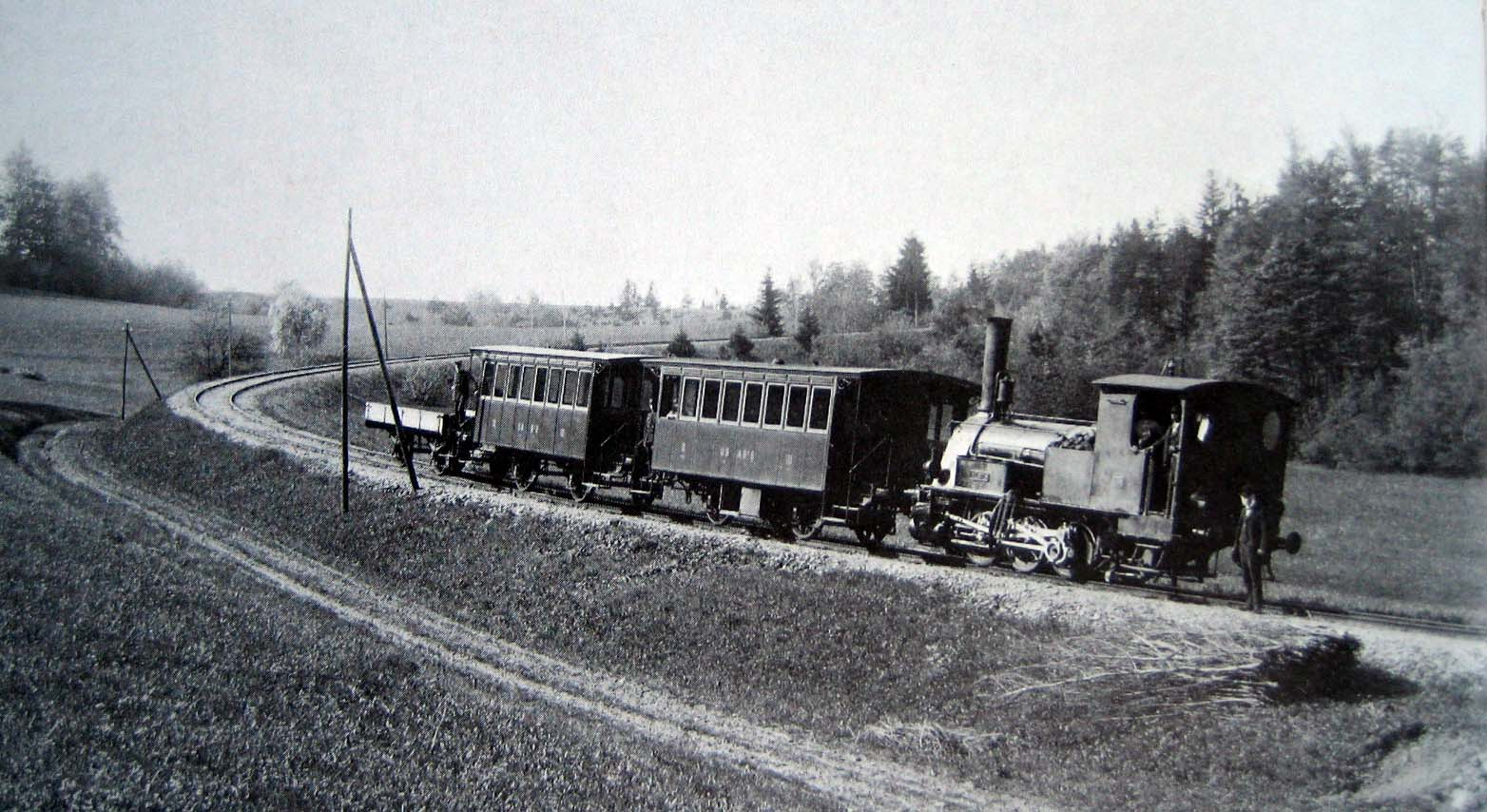
Un treno in salita verso l'Uetliberg

Durante la prima guerra mondiale il traffico turistico calò quasi del tutto per cui nel 1920 l'esercizio venne interrotto. 
Nel 1922 alla UeB era subentrata la Società ferroviaria Zurigo-Uetliberg (Bahngesellschaft Zürich-Uetliberg, BZUe) che ne promosse l'elettrificazione a corrente continua a 1200 volt iniziando l'esercizio elettrico l'anno successivo. La scelta di adottare la corrente continua a 1200 V era dovuta al fatto che, allora, si prospettava la conversione della linea allo scartamento metrico, in modo tale da consentire il prolungamento delle corse sulla rete tranviaria cittadina (la quale era elettrificata a 600 V c.c.). Per poter continuare a condividere con la SiTB gli 1,35 km di linea ferroviaria tra Zurigo Giesshübel e Zurigo Selnau si decise, scartata per motivi organizzativi l'adozione di una linea di contatto commutabile, di adottare per la SiTB una variazione di ±200 mm rispetto all'asse del binario (compatibile con i mezzi delle FFS) mentre per la BZUe si adottò una linea di contatto posta a 1300 mm dall'asse del binario.
A partire dal 1932 la SiTB venne riunita in una comunità amministrativa e d'esercizio con la BZUe. 
Dopo la seconda guerra mondiale la sua maggiore utilizzazione divenne quella del servizio vicinale da, e verso, la città di Zurigo entrando in seguito a far parte della rete celere regionale come Linea S10.
In seguito SiTB e BZUe procedettero ad una fusione, andando a costituire, con effetto 1 gennaio 1973, la Compagnia Sihltal-Zurigo-Uetliberg (Sihltal-Zürich-Uetliberg, SZU). 
Il 27 febbraio 1983 i cittadini del Canton Zurigo si pronunciavano, con il 67,5% di sì, per il prolungamento delle due ferrovie, della valle della Sihl e dell'Uetliberg, dalla relativamente periferica stazione di Zurigo Selnau alla stazione centrale di Zurigo (in votazioni separate l'opera raccolse anche il consenso dei comuni chiamati a contribuire finanziariamente). Il prolungamento, che ha comportato anche l'interramento della stazione di Zurigo Selnau, venne inaugurato il 5 maggio 1990.
Nell’agosto 2022, il sistema di alimentazione è stato convertito in corrente alternata (15 kV 16⅔ Hz)

## Percorso
|  | Unknown route-map component "tKSBHFa" |

|  | Unknown route-map component "tSBHF" |

|  | Unknown route-map component "tSTRe" |

|  | Unknown route-map component "eBHF" |

| 91,23 |
| 0,00  |

| Unknown route-map component "tCONTgq" | Unknown route-map component "KRZt" | Unknown route-map component "tCONTfq" |

| Unknown route-map component "hKRZWae" |

| Unknown route-map component "CONTgq" | Unknown route-map component "ABZg+r" |  |

| Unknown route-map component "SBHF" |

|  |  | Unknown route-map component "ABZgl" | Unknown route-map component "ABZq+r" | Unknown route-map component "CONTfq" |

|  |  | Straight track | Unknown route-map component "ABZgl" | Unknown route-map component "STR+r" |

|  |  | Straight track | Unknown route-map component "YRD" | Straight track |

|  |  | Unknown route-map component "SHST" |  | Unknown route-map component "ENDEe" |

|  | Non-passenger station/depot on track |

|  | Unknown route-map component "SHST" |

|  | Unknown route-map component "SHST" |

|  | Unknown route-map component "SBHF" |

|  | Non-passenger station/depot on track |

|  | Unknown route-map component "SHST" |

|  | Unknown route-map component "SBHF" |

|  | Unknown route-map component "KSBHFe" |

La linea parte da Zurigo dai binari 21 e 22 della stazione sotterranea SZU sotto Shopville, a sud della "Hauptbahnhof". Questa stazione era stata originariamente realizzata per la U-Bahn di Zurigo, ma non entrata in funzione a causa di un referendum del 1973. I binari si trovano in una stazione terminale 11,60 m sotto il piazzale della stazione centrale di Zurigo, a sud dell'atrio della stazione.
Dalla stazione della metropolitana della SZU partono due linee della S-Bahn: la Sihltalbahn, nota come S4, via Adliswil fino a Langnau am Albis con alcune corse prolungate fino a Sihlwald, e la Uetlibergbahn (S10) fino all'Uetliberg, la montagna locale di Zurigo. Le due linee viaggiano dalla stazione centrale in un percorso a doppio binario attraverso un tunnel artificiale lungo 1592 metri, che corre principalmente a ridosso dell'alveo destro del Sihl passa  sotto l'area del Selnau, nel tunnel del Sihl, dove si trova la nuova stazione di Selnau, prima di separarsi alla stazione di Giesshübel.
La stazione di Zurigo Giesshübel sin dalla fondazione della Sihltalbahn era stata la sede della compagnia ferroviaria e, dopo la fusione con la "Uetlibergbahn" con la quale nel 1973 è stata costituita la Sihltal Zürich Uetliberg Bahn, è diventata la sede centrale della SZU; la stazione ospita anche le officine e il deposito di entrambe le linee SZU.

## Materiale rotabile

### Materiale motore - prospetto di sintesi
| Tipo                   | Matricola      | Anno di costruzione | Costruttore | Note |
| ---------------------- | -------------- | ------------------- | ----------- | --- |
| Locomotive a vapore    | 1÷3            | 1875                | Krauss      | riclassificate E 3 nel 1887, E 3/3 nel 1902; 1 ceduta nel 1877 alla ferrovia Wädenswil-Einsiedeln, quindi nel 1883 alla tranvia Roma-Tivoli; le altre accantonate nel 1922 |
| Locomotiva a vapore    | 4              | 1876                | Krauss      | riclassificata E 3 nel 1887, E 3/3 nel 1902; accantonata nel 1922 |
| Locomotiva a vapore    | E 3 1 II       | 1898                | Krauss      | riclassificata E 3/3 nel 1902; ceduta nel 1917 alla fabbrica di carburo di Bodio                                                                                           |
| Automotrici elettriche | Ce 2/2 1÷4     | 1924                | SWS-MFO     | riclassificate Be 2/2 nel 1956; 4 radiata nel 1966; 1 e 2 rinumerate 21 e 22 nel 1973, 21 accantonata nel 1975, 22 conservata a Winterthur dal 2015                        |
| Automotrice elettrica  | CFe 4/4 11     | 1939                | SWS-MFO     | riclassificata BFe 4/4 nel 1956, BDe 4/4 nel 1962, accantonata e demolita nel 1994                                                                                         |
| Automotrice elettrica  | CFe 4/4 12     | 1950                | SWS-MFO     | riclassificata BFe 4/4 nel 1956, BDe 4/4 nel 1962, accantonata e demolita nel 1994                                                                                         |
| Automotrici elettriche | BFe 4/4 13÷14  | 1960                | SWS-MFO     | riclassificate BDe 4/4 nel 1962, rinumerate 576 513÷514 nel 1995, 513 ceduta alla ferrovia Orbe-Chavornay nel 2006, 514 demolita                                           |
| Automotrici elettriche | Be 8/8 31÷32   | 1978                | SWS-Siemens | articolate a due casse, rinumerate 556 531÷532 nel 1995 e 557 531÷532 nel 2014, accantonate e demolite nel 2016                                                            |
| Automotrici elettriche | Be 4/4 21÷28   | 1992                | SLM-Siemens | rinumerate 556 521÷528 nel 1995 e 556 521÷528 nel 2014, accantonate nel 2022                                                                                               |
| Automotrici elettriche | Be 552 511÷516 | 2013-14             | Stadler     | bicorrente |
| Automotrici elettriche | Be 552 571÷575 | 2022                | Stadler     | bicorrente |